# Neosisyphus gladiator
Neosisyphus gladiator är en skalbaggsart som beskrevs av Gilbert John Arrow 1927. Neosisyphus gladiator ingår i släktet Neosisyphus och familjen bladhorningar. Inga underarter finns listade i Catalogue of Life.